# Patrick Aherne
Patrick „Pat“ DeLacy Aherne (* 6. Januar 1901 in Kings Norton, Worcestershire, England; † 30. September 1970 in Woodland Hills, Kalifornien) war ein britischer Schauspieler.

## Leben und Werk
Patrick „Pat“ Aherne war der Sohn des Architekten William de Lacey Aherne (1870–1945) und seiner Frau Louise Thomas (1871–1944). Sein jüngerer Bruder Brian Aherne wurde ebenfalls Schauspieler. Patrick Aherne war mit der Komödienschauspielerin Renée Houston (1902–1980) verheiratet, sie hatten zwei leibliche sowie zwei weitere adoptierte Kinder. Er starb 1970 im Alter von 69 Jahren an Krebs.
Aherne wirkte zwischen den 1920er- und den 1950er-Jahren in etwa 60 Filmen und einigen Fernsehserien mit. In den 1920er-Jahren war er ein beliebter Hauptdarsteller des britischen Kinos, der jedoch wegen einer Hörschwäche mit Beginn des Tonfilmes einen Karriereknick erlitt. Anschließend spielte er meistens nur noch kleinere Nebenrollen, zunächst bis Mitte der 1940er-Jahre in Großbritannien, dann später nach seiner Umsiedlung in die Vereinigten Staaten in Hollywood. Er spielte dort meistens würdevoll erscheinende Personen wie Generäle, Doktoren oder Aristokraten. Seine letzte kleine Rolle spielte er 1957 als Gerichtsdiener in Zeugin der Anklage.

## Filmografie (Auswahl)
- 1924: The Cost of Beauty
- 1926: Blinkeyes
- 1926: The Game Chicken
- 1926: Der Ball des Schicksals (The Ball of Fortune)
- 1927: Hunting Tower
- 1929: City of Play
- 1934: The Return of Bulldog Drummond
- 1937: The Stoker
- 1939: Testflug QE 97 (Q Planes)
- 1943: Thursday’s Child
- 1943: Warn That Man
- 1945: Traum ohne Ende (Dead of Night)
- 1947: Amber, die große Kurtisane (Forever Amber)
- 1947: If Winter Comes
- 1947: Der Fall Paradin (The Paradine Case)
- 1947: Taifun (Green Dolphin Street)
- 1947: Singapur (Singapore)
- 1948: Qualen der Liebe (A Women's Vegenance)
- 1950: Robin Hoods Vergeltung (Rogues of Sherwood Forest)
- 1950: Rakete Mond startet (Roketship X-M)
- 1951: Drei auf Abenteuer (Soldiers Three)
- 1951: Der Tag, an dem die Erde stillstand (The Day the Earth Stood Still)
- 1951: Das zweite Gesicht des Dr. Jekyll (The Son of Dr. Jekyll)
- 1951: Burg der Rache (Lorna Doone)
- 1952: Bwana, der Teufel (Bwana Devil)
- 1952: Das Schiff der Verurteilten (Botany Bay)
- 1953: Der Untergang der Titanic (Titanic)
- 1953: Geheimkommando Afrika (The Royal African Rifles)
- 1953: Die Wüstenratten (The Desert Rats)
- 1954: Die Lachbombe (Knock on Wood)
- 1955: Der Hofnarr (The Court Jester)
- 1956: Der Mann, der zuviel wußte (The Man Who Knew Too Much)
- 1957: Zeugin der Anklage (Witness for the Prosecution)